# Bryan Talbot
Bryan Talbot, né le 24 février 1952 à Wigan (Lancashire), est un écrivain et dessinateur de comics britannique.

## Biographie
Il a reçu plusieurs prix Eagle Award.

## Publications
- The Adventures of Luther Arkwright[1], 1978
- 2000 AD
  - Sláine: The Time Killer (avec Pat Mills, dans 2000 AD #431, 1985)
  - Judge Dredd
  - Torquemada: The Garden of Alien Delights (avec Pat Mills, dans Dice Man #3, 1986)
  - Ro-Busters: Old Red Eyes is Back (avec Alan Moore, dans 2000 AD Annual 1983, 1982)
  - Nemesis the Warlock (avec Pat Mills)
  - Tharg's Future Shocks: The Wages of Sin (avec Alan Moore, dans 2000 AD #257, 1982)
- Que l'aventure commence !, l'oeil noir (Le livre des aventures), Folio junior et Schmidt, 1984 et novembre 1985[2]
- You are Judge Dredd in House of death, Chroniques d'outre monde n 1, octobre 1986.
- Vous êtes Torquemada enfermé dans lejardin des délices, Chroniques d'outre monde n 5, février 1987.
- The Sandman: A Game of You[3] (Dark Horse Comics, 1991-1992)
- Batman: Dark Legends (#39-40, 50, 52-54, Dark Horse Comics, 1996)
- The Tale of One Bad Rat (Dark Horse Comics, 1995)
- The Dead Boy Detectives (Vertigo)
- Heart of Empire : The Legacy of Luther Arkwright[1], 1999 (Dark Horse Comics)
- Fables: Storybook Love[3] (avec Bill Willingham, Vertigo, 2004)
- Cherubs! (avec Mark Stafford, Desperado Publishing, 2007)
- Alice in Sunderland (Jonathan Cape / Dark Horse, 2007)
- Sally Heathcote : Suffragette, avec Mary M. Talbot et Kate Charlesworth (Dark horse, 2014) [lire en ligne (page consultée le 15/02/2023)]
- Louise Michel, la Vierge Rouge, avec Mary M. Talbot, La Librairie Vuibert, 2016, [lire en ligne].

## Prix et récompenses
- 1984 : Prix Eagle du meilleur personnage pour Torquemada, de Nemesis the Warlock
- 1987 : Prix Eagle du meilleur dessinateur britannique
- 1988 : Prix Eagle de la meilleure nouvelle bande dessinée et du meilleur dessinateur pour The Adventures of Luther Arkwright
- 1992 :  Prix Haxtur de la meilleure histoire courte pour Hellblazer : The Bloody Saint (avec Jamie Delano)
- 1996 : Prix Eisner du meilleur album pour L'Histoire d'un vilain rat
- 1998 : 
  -  Prix Haxtur du meilleur scénario et du finaliste ayant reçu le plus de votes pour The Dreaming : Weird Romance
  -  Prix Unghunden pour sa contribution à la bande dessinée jeunesse en Suède
- 1999 : 
  -  Prix Bédélys Coup de cœur pour L'Histoire d'un vilain rat
  -  Prix Haxtur de la meilleure histoire longue pour L'Histoire d'un vilain rat
- 2003 :  Prix Haxtur du finaliste ayant reçu le plus de votes pour Au cœur de l'Empire t. 1
- 2010 :  Prix Haxtur de la meilleure histoire longue pour Alice in Sunderland